# New Hythe
New Hythe – wieś w Anglii, w hrabstwie Kent, w dystrykcie Maidstone. Leży 8 km na północny zachód od miasta Maidstone i 46 km na południowy wschód od centrum Londynu.